# Joyotakan
Joyotakan is een bestuurslaag in het regentschap Surakarta van de provincie Midden-Java, Indonesië. Joyotakan telt 7017 inwoners (volkstelling 2010).